# متطلبات الحصول على تأشيرة لمواطني فلسطين
متطلبات الحصول على تأشيرة للمواطنين الفلسطينيين هي قيود الدخول الإدارية المفروضة من قبل سلطات الدول الأخرى على مواطني دولة فلسطين. حتى شهر تموز عام 2019، يستطيع المواطنين الفلسطينيين الدخول إلى 37 دولة أو إقليم بدون تأشيرة أو بتأشيرة عند الوصول، ليحتل جواز السفر الفلسطيني المرتبة 103 في العالم بالتشارك مع ليبيا والسودان.

## خريطة متطلبات الحصول على تأشيرة

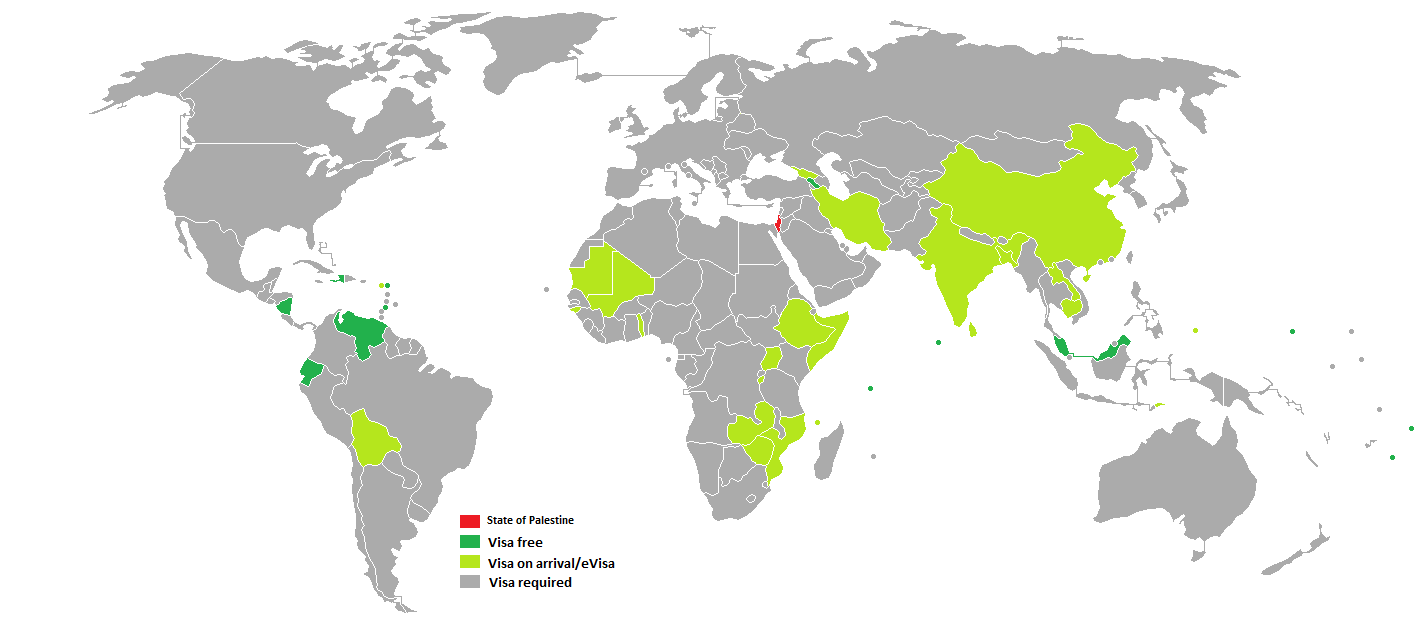
مطلبات الحصول على تأشيرة للمواطنين الفلسطينيين

## الأمريكتان
| الدولة أو الإقليم       | حقوق الدخول                                                                                        |
| ----------------------- | -------------------------------------------------------------------------------------------------- |
| بوليفيا                 | يتم الحصول على تأشيرة لمدة 90 يوم عند الوصول مقابل 52 دولار أمريكي                                 |
| دومينيكا                | بدون تأشيرة لمدة 21 يوم                                                                            |
| الإكوادور               | بدون تأشيرة لمدة 90 يوم                                                                            |
| هايتي                   | بدون تأشيرة لمدة 90 يوم                                                                            |
| مونتسرات                | يمكن الحصول على تأشيرة إلكترونية صالحة لمدة سنة من خلال الإنترنت، على https://www.immigration.ms/. |
| سانت فينسنت والغرينادين | بدون تأشيرة لمدة شهر                                                                               |
| نيكاراغوا               | بدون تأشيرة لمدة 90 يوم                                                                            |
| فنزويلا                 | بدون تأشيرة لمدة 90 يوم                                                                            |
| سانت لوسيا              | يتم الحصول على تأشيرة عند الوصول لمدة 6 أسابيع                                                     |

## أفريقيا
| الدولة أو الإقليم | حقوق الدخول                                                             |
| ----------------- | ----------------------------------------------------------------------- |
| بوروندي           | الحصول على التأشيرة عند الوصول                                          |
| غينيا بيساو       | يتم الحصول على تأشيرة لمدة 90 يوم عند الوصول مقابل 85 يورو              |
| جزر القمر         | الحصول على التأشيرة عند الوصول مقابل 30 يورو                            |
| موزمبيق           | يتم الحصول على تأشيرة لمدة شهر عند الوصول مقابل 66 دولار أمريكي         |
| موريتانيا         | يتم الحصول على تأشيرة عند الوصول في مطار نواكشوط-أومتونسي الدولي        |
| سيشل              | بدون تأشيرة لمدة شهر                                                    |
| توغو              | يتم الحصول على تأشيرة لمدة 7 أيام عند الوصول مقابل 10،000 فرنك أفريقي   |
| أوغندا            | الحصول على التأشيرة عند الوصول مقابل 50 دولار أمريكي                    |
| زامبيا            | يتم الحصول على تأشيرة لمدة 90 يوم عند الوصول مقابل 50 دولار أمريكي      |
| زيمبابوي          | يتم الحصول على تأشيرة لمدة 90 يوم عند الوصول مقابل 30 ~ 55 دولار أمريكي |

## آسيا
| الدولة أو الإقليم | شروط الحصول على التأشيرة |
| ----------------- | --- |
| أرمينيا           | 180 يوم |
| بنغلادش           | 30 day visa issued on arrival |
| جورجيا            | 90 يوم في فترة 180 يوم - فقط من يملكون اقامة خليجية يتم تقديمها (اصل الاقامة) عند الوصول You can enter Georgia without a visa for 90 days in any 180-day period. |
| الصين             | 6 يوماً for tourists traveling in a group organised by a Chinese international tour                                                                               |
| ماكاو             | تأشيرة عند الوصول |
| الهند             | Palestinian citizens are eligible for India's Electronic Travel Authorisation programme                                                                          |
| إيران             | 15-day تأشيرة عند الوصول for tourists |
| الأردن            | عدم ممانعة مطلوب لسكان الضفة الغربية، لكن التأشيرة مطلوبة لسكان قطاع غزة                                                                                         |
| كمبوديا           | 30 day visa issued on arrival for US$20) |
| لاوس              | 30-Day تأشيرة عند الوصول |
| سريلانكا          | 30 يوم (ETA required. cost: US$ 35) |
| المالديف          | 30 يوم |
| ماليزيا           | 30 يوم |
| أندونيسيا         | 30 يوم |
| تيمور الشرقية     | 30-day visa issued upon arrival for US$30 |

## أوقيانوسيا
| الدولة أو الإقليم         | حقوق الدخول                               |
| ------------------------- | ----------------------------------------- |
| جزر كوك                   | 31 يوم                                    |
| ولايات ميكرونيزيا الموحدة | 30 يوم                                    |
| نيووي                     | 30 يوم                                    |
| بالاو                     | 30-day visa issued upon arrival for US$50 |
| توفالو                    | 1-month visa issued upon arrival          |